# Clonorchis sinensis
Clonorchis sinensis (Cobbold, 1875) è un platelminta trematoda della famiglia Opisthorchiidae.
Questo verme parassita vive nel fegato degli esseri umani, e si trova principalmente nel dotto biliare della cistifellea, nutrendosi di bile. Questi animali, che si ritiene essere il terzo parassita più diffuso nel mondo, sono diffusi in Giappone, Cina, Taiwan e nel Sud-Est asiatico; attualmente si ritiene che infetti circa 30 milioni di esseri umani. L'85% dei casi si verifica in Cina.
L'infezione denominata clonorchiasi generalmente si manifesta con ittero, indigestione, infiammazione delle vie biliari, ostruzione del dotto biliare, fino anche la cirrosi epatica, il colangiocarcinoma (CCA) e il carcinoma epatico. È il trematode umano più diffuso in Asia, e ancora attivamente trasmesso in Corea, Cina, Vietnam e anche Russia, con 200 milioni di persone a rischio costante. Recenti studi hanno dimostrato che è riconosciuto agente cancerogeno per il fegato (carcinoma) e il dotto biliare (CCA). Per questo motivo, l'International Agency for Research on Cancer lo ha classificato, nel 2009, come primo gruppo biologico cancerogeno .